# Барсуков, Анатолий Иванович (депутат)
Анато́лий Ива́нович Барсуко́в (род. 2 ноября 1939 года, село Верзиловка Усть-Калманского района Алтайского края) — бригадир Каскеленского опытного хозяйства Казахского института земледелия, член КПСС, пос. Джамбул Каскеленского района Алма-Атинской области. От Каменского избирательного округа № 27 Алма-Атинской области. Полный кавалер ордена Трудовой Славы.

## Биография
Барсуков Анатолий Иванович родился 2 ноября 1939 года в селе Верзиловка Усть-Калманского района Алтайского края (ныне село Маяк Чарышского района Алтайского края), в крестьянской семье. Русский. Окончил 7 классов сельской школы и курсы трактористов.
- 1957 год — начал работать  трактористом совхоза «Озерский» в соседнем селе Алексеевка.
- декабре 1958 года был призван в Советскую Армию. Службу проходил  в 570-м ракетном полку 27-й ракетной дивизии (Дальневосточный военный округ).
- Январь 1962 года — уволен в запас;
  - С этого времени жил в Казахстане, в Каскеленском районе Алма-Атинской области, куда у тому времени переехали его родители.
- Июнь 1962 года — окончил курсы шоферов при Чемолганской автобазе, работал водителем автомобиля Каскеленского опытного хозяйства Казахского НИИ имени В.Р. Вильямсона; проработал в этом хозяйстве много лет.
- 1970 год — Анатолий Иванович стал членом КПСС.
- 1971 год — окончил заочно Талгарский сельскохозяйственный техникум.
  - С июля этого же года – старший инженер,
  - с марта 1973 года – бригадир Каскеленского опытного хозяйства Казахского НИИ имени В.Р. Вильямсона, Каскеленский район Алма-Атинской области Казахской ССР.
- Депутат Верховного Совета Республики Казахстан XII созыва. Был избран 24 апреля 1990 года на выборах Верховного Совета Казахской ССР 1990 года от Каменского избирательного округа № 27 Алма-Атинской области;
  - работал до 13 декабря 1993 года[1].

Последние годы работал управляющим цеха животноводства и полеводства в объединенных бригадах №2 и №3 того же хозяйства.
- 2002 год — вышел на пенсию.
- 2003 год — переехал в город Владимир к сыну, где проживает по настоящее время.

## Награды
- Указом Президиума Верховного Совета СССР от 14 февраля 1975 года Барсуков Анатолий Иванович награждён орденом Трудовой Славы 3-й степени.
- Указом Президиума Верховного Совета СССР от 12 апреля 1979 года Барсуков Анатолий Иванович награждён орденом Трудовой Славы 2-й степени.
- Указом Президиума Верховного Совета СССР от 7 июля 1986 года за успехи, достигнутые в выполнении заданий одиннадцатой пятилетки и социалистических обязательства по производству и переработке сельскохозяйственной продукции, Барсуков Анатолий Иванович награждён орденом Трудовой Славы 1-й степеней. Стал полным кавалером ордена Трудовой Славы.

Награждён орденами:
- 14.02.1975 — Трудовой Славы 3-й степени (орден № 5756),
- 12.04.1979 — Трудовой Славы 2-й степени (орден № 3718),
- 07.07.1986 — Трудовой Славы 1-й степени (орден № 369),
- и медалями, в том числе — Республики Казахстан.